# 25412 Arbesfeld
25412 Arbesfeld è un asteroide della fascia principale. Scoperto nel 1999, presenta un'orbita caratterizzata da un semiasse maggiore pari a 2,3327233 UA e da un'eccentricità di 0,1693061, inclinata di 2,41602° rispetto all'eclittica.